# Малінец
Малінец (словац. Málinec, угор. Málnapatak) — село, громада в окрузі Полтар, Банськобистрицький край, центральна Словаччина. Кадастрова площа громади — 50,00 км². Населення — 1494 особи (за оцінкою на 31 грудня 2017 р.).
Перша згадка 1544 року.

## Географія
Протікають річки Хохольна і Смольна. Збудовано водосховище Малінец.

## Населення
| Рік:            | 1994. | 2004.   | 2014.   | 2024.   |
| --------------- | ----- | ------- | ------- | ------- |
| Кількість осіб: | 1502  | 1458    | 1504    | 1393    |
| Різниця:        |       | -2,92 % | +3,15 % | -7,38 % |

| Рік:            | 2023. | 2024.   |
| --------------- | ----- | ------- |
| Кількість осіб: | 1381  | 1393    |
| Різниця:        |       | +0,86 % |